# 레드의 꿈
레드의 꿈(Red's Dream)은 미국에서 제작된 존 라세터 감독의 1987년 애니메이션 영화이다. 픽사가 제작했다. 이 단편 영화는 4분 분량으로, '레드'라는 이름의 외발자전거가 등장한다. 어느 비오는 밤에 자전거 가게의 모퉁이에 넘어지지 않게 세워진 레드는 서커스의 스타가 되는 꿈을 꾼다. 레드의 꿈은 이 또한 라세터가 감독을 맡은 1986년 럭소 주니어에 이은 두 번째 컴퓨터 애니메이션 단편 영화이다.